# Franciscus Mercurius van Helmont

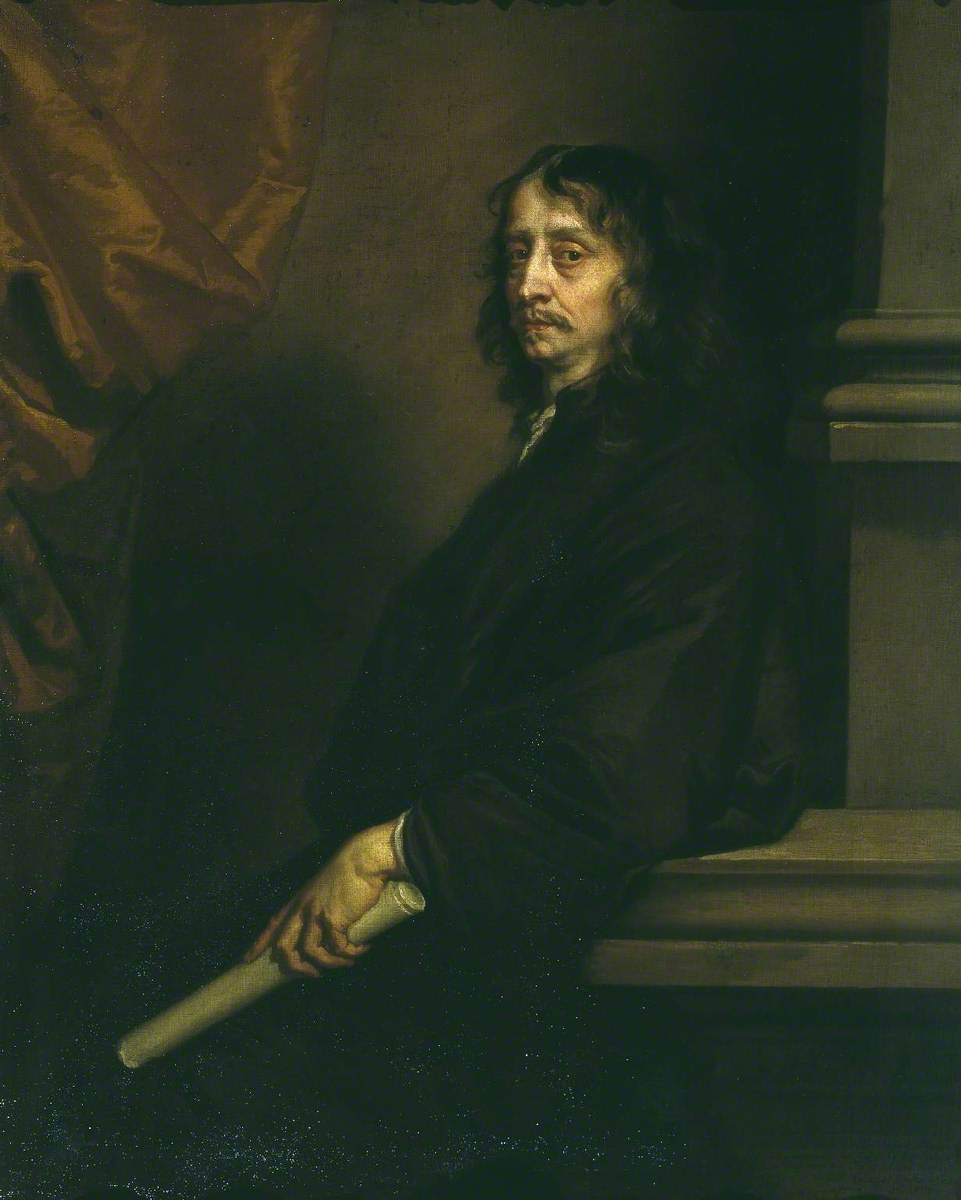
Frans Mercurius van Helmont, portret (ca. 1670) door Peter Lely, Tate Britain

Franciscus Mercurius van Helmont (Vilvoorde, 20 oktober 1614 - Cölln, december 1698), was een Vlaams alchemist, diplomaat, medicus, natuuronderzoeker en schrijver. Hij was het vijfde kind en de derde zoon van Jan Baptista van Helmont . Hij is bekend als de uitgever van zijn vaders manuscripten over chemie in de jaren 1640, waarin deze de alchemie als oorsprong van de wetenschap van de chemie beschrijft.

## Biografie
Begonnen als natuurkundige, werd hij later een kabbalist die gelieerd was met Henry More van de Platonisten van Cambridge. In Nederland had hij contact met onder anderen Adam Boreel en Petrus Serrarius. 
Van Helmont zou geen universiteit bezocht hebben, maar werd thuis ingewijd in de scheikunde en de geneeskunde. Ook filosofische vraagstukken hadden zijn belangstelling. Hij schreef de meeste van zijn werken in samenwerking met anderen, waarschijnlijk zorgden vooral zij voor de Latijnse vertalingen.
Van Helmont jr. omschreef zichzelf als een "rondzwervende kluizenaar". In de loop van zijn leven reisde hij veel, woonde in Duitsland en Engeland en hield geneeskundige voordrachten voor artsen.
Na de dood van zijn vader in 1644 woonde hij in Amsterdam, waar hij vier jaar later diens Ortus medicinae uitgaf. Hij kwam er in contact met kinderen van Frederik V van de Palts en diens vrouw Elizabeth Stuart: Karel I Lodewijk, Rupert, Elisabeth (die correspondeerde met Descartes) en Sophia (de Engelse Princess-Electress en beschermvrouw van Leibniz). 
In 1650 nam Christiaan August van Palts-Sulzbach hem als raadsman in dienst te Sulzbach. Van 1644 tot 1658 was hij hierdoor voortdurend als diplomaat actief onder de Duitse adel en zette er zich voor in om katholieke en protestantse prinsen met elkaar te verzoenen, zodat Keizer Leopold I hem op 3 augustus 1658 in de adelstand verhief. Hij werd baron in het Heilige Roomse Rijk, een titel die echter in de Spaanse Nederlanden niet werd erkend.

In 1662 werd hij tijdens een reis in Italië gearresteerd door de Inquisitie op beschuldiging van "jodendom" (hoewel hij officieel rooms-katholiek was). Hij bleef achttien maanden gevangen en werd ook gemarteld, maar kon intussen werken aan zijn belangrijkste boek, over het volgens hem meest natuurlijke alfabet, namelijk het Hebreeuwse. Zijn Duitse vrienden oefenden zoveel druk op de Inquisitie uit dat hij werd vrijgelaten en het manuscript van zijn  Alphabeti verum naturalis Hebraici brevissima delineatio kon meenemen naar Sulzbach. Kort daarna kreeg hij toestemming van Christiaan-August om de Silezische kabbalist Christian Knorr von Rosenroth uit te nodigen; deze laatste werd in 1668 aangesteld tot kanselier ("Hofkanzleirat") van de prins. Samen vertaalden ze werken van zijn vader uit het Latijn en ook Over de vertroosting der wijsbegeerte (De Consolatione Philosophiae) van Boethius naar het Duits. Knorr moedigde van Helmont aan zijn Alphabeti veri naturalis te publiceren, schreef er een inleiding voor en vertaalde het in het Duits (de twee uitgaven van 1667 werden gezamenlijk gefinancierd door Christiaan-August, Knorr en van Helmont).

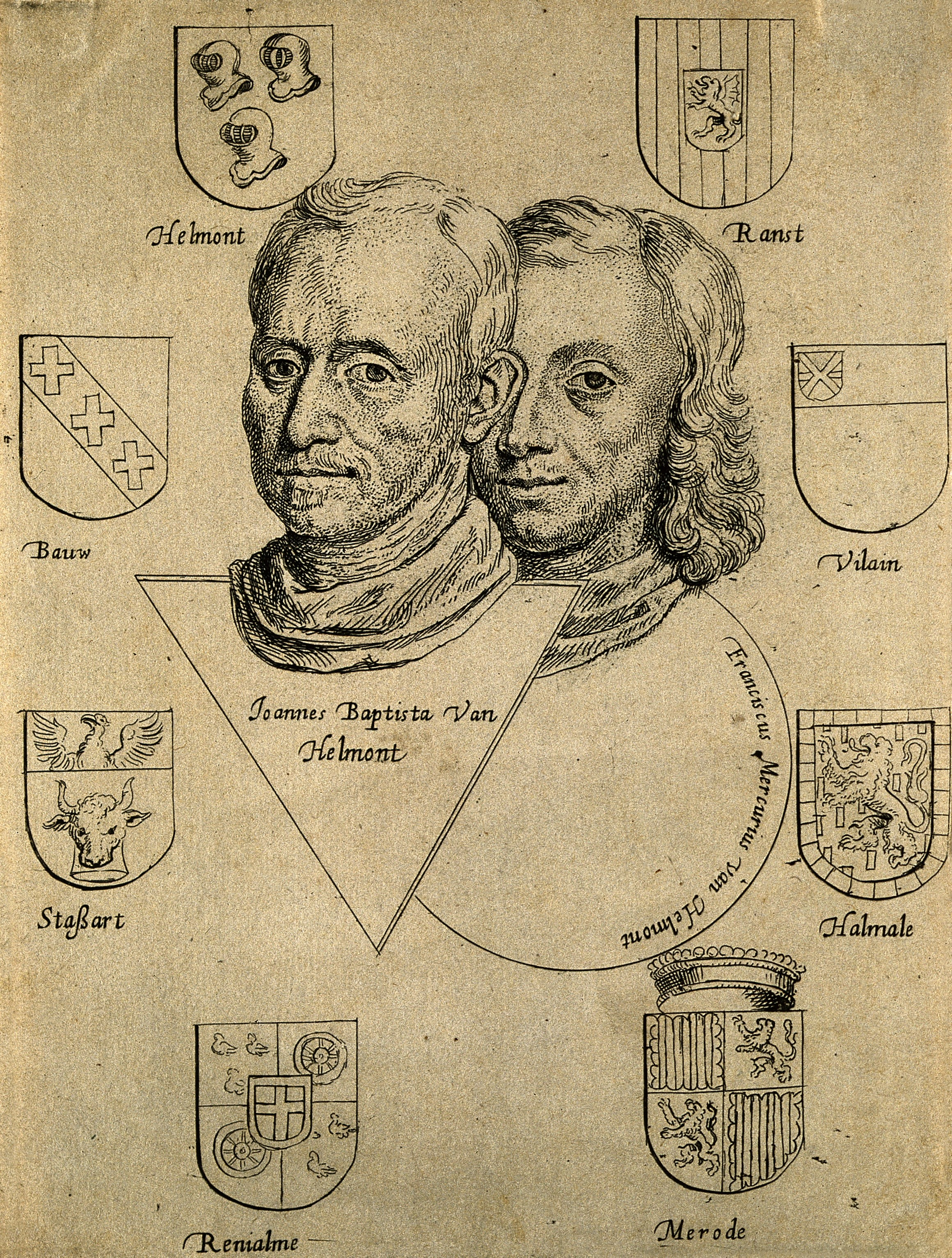
Jan Baptista van Helmont (links) en zijn zoon Franciscus Mercurius met acht wapens. Ets door Cornelis de Man (1648), Rijksmuseum

Knorr was een zeer productief schrijver en in 1667/68 publiceerden ze samen de Kabbala Denudata, waarin een door van Helmont geschreven dialoog was opgenomen die in 1682 in het Engels verscheen als A cabbalistical dialogue.
Op basis van de Kabbala concludeerde hij dat er een heilige, oorspronkelijke relatie moest bestaan tussen de Hebreeuwse letters (volgens hem was dit de taal van Adam, en had deze de dieren geschapen louter door hun namen te noemen) en dat wat ermee werd aangeduid, en dat mensen ook nu nog met behulp van die goddelijke taal een scheppend vermogen in de wereld hadden. In Amsterdam ontwikkelde hij hieruit een theorie die later door Johan Conrad Amman werd toegepast ter ondersteuning van zijn werk met doven. Van Helmont stelde dat hij zelf met behulp van zijn eigen theorie een dove musicus had leren spreken en verstaan in drie weken.

In 1671 ontmoette van Helmont Leibniz, die vier jaar eerder zijn Alphabeti vere naturalis had gelezen en sterk onder de indruk was van het werk van Knorr en van Helmont; vanaf toen hadden de drie veel contact onderling en beïnvloedden zij elkaar in hun ideeën. Leibniz uitte zijn bewondering voor de filantropische opvattingen van van Helmont en onder andere ontleende hij aan hem de term monade (al ontwikkelde hij een andere filosofie).

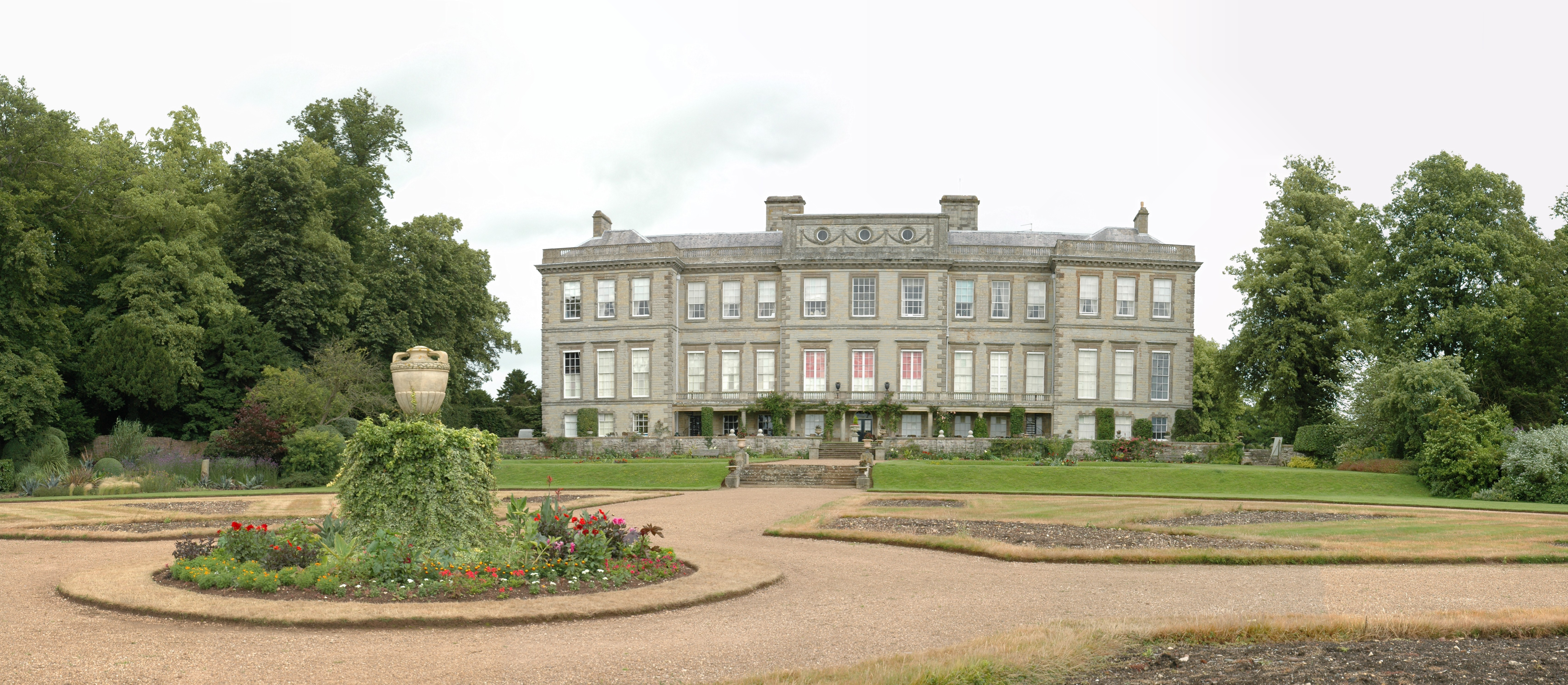
Ragley Hall, bij Stratford-upon-Avon, Panorama achterzijde

In 1670 arriveerde van Helmont met een diplomatieke opdracht van Elisabeth van de Palts uit Bohemen aan het hof van Karel II van Engeland maar intussen had hij internationaal naam gemaakt als medicus, zodat de Engelse filosofe Anne Conway hem vroeg haar lijfarts te worden.
Een jaar later voldeed hij aan dit verzoek en hij verbleef tot haar dood in 1679 in Ragley Hall. Anne Conway schreef mede onder zijn invloed haar belangrijkste werk: Principia philosophiae antiquissimae et recentissimae de Deo, Christo & Creatura. Anderzijds kwam hij door haar in contact met quakers en bekeerde zich zelfs tot hun geloof. Hij was daarna weer meer in Duitsland en werkte tot zijn dood intensiever samen met onder anderen Leibniz. Zo waren ze in 1696 langdurig samen in Hannover, waar ze gedurende een paar maanden elke ochtend om 9 uur samenkwamen met Sophia van de Palts om over filosofie te discussiëren.
Van Helmont meende in staat te zijn transmutatie tot stand te brengen (wat Leibniz weigerde te geloven).
Hoewel hij niet tot de belangrijke filosofen van zijn tijd behoorde werd hij ook een goede vriend van Locke, die hij in de Rotterdamse sociëteit de Lantaarn ontmoette en met wie hij de winter van 1693-1694 doorbracht, tijdens zijn laatste verblijf in Engeland. De Lantaarn was gevormd rond Benjamin Furly, een koopman en quaker die zich aan de Scheepmakershaven had gevestigd.
Hij overleed zonder nakomelingen te Cölln in december 1698 op 85-jarige leeftijd. Leibniz vervaardigde een Latijns grafschrift voor hem.

## Werken
- Franciscus Mercurius van Helmonts bekendste werk is het in Latijn geschreven Alphabeti veri naturalis hebraici delineatio, quae simul methodum suppeditat juxta quam qui surdi nati sunt sic informari possunt, ut non alios saltim loquentes intelligere, sed et ipsi ad sermonis usum perveniant. (Sulzbach, 1667); in 1697 in Nederlandse vertaling te Amsterdam.
- Franciscus Mercurius van Helmont (1682): A cabbalistical dialogue in answer to the opinion of a learned doctor in philosophy and theology, that the world was made of nothing as it is contained in the second part of the Cabbala denudata & apparatus in Lib. Sohar, p. 308 &c. / printed in Latin at Sultsbach, anno 1677 ; to which is subjoyned a rabbinical and paraphrastical exposition of Genesis I, written in High-Dutch by the author of the foregoing dialogue, first done into Latin, but now made English. Londen: Benjamin Clark.

- Franciscus Mercurius van Helmont (1684): Two Hundred Queries moderately propounded concerning the Doctrine of the Revolution of Humane Souls and its Conformity to the Truths of Christianity[15]. Geschreven in samenwerking met Anne Conway. Latijnse vertaling (1690): De revolutione animarum. Met dit werk hoopte van Helmont zijn ideeën te laten doordringen in het geloof van de quakers maar dit stuitte op hevig verzet van hun stichter George Fox[16].
- Franciscus Mercurius van Helmont: Paradoxale discoursen ofte ongemeene meeningen van de groote en kleyne wereld en speciaal van de wederkeeringe der menschelijke zielen (Londen, 1693). Oorspronkelijk (1685) in het Engels verschenen als: Paradoxical Discourses concerning the Macrocosm and the Microcosm[17]
- Franciscus Mercurius van Helmont (1692): Aanmerkingen over den mens en desselfs siektens, alles op gewisse en onfeilbare gronden, soo van de natuerlijke reden als ervarentheid gevestigd, deel I (meer is er niet verschenen) (Amsterdam: Pieter Rotterdam)[14]. Hij was zijn tijd hierin ver vooruit door al de stelling te verkondigen dat veel ziekten het gevolg zijn van verkeerde gewoonten en van psychische factoren.
- Franciscus Mercurius van Helmont (1697): Quaedam praemeditatae & consideratae Cogitationes super Quatuor Priora Capita Libri Moysis Genesis nominati, een samen met Leibniz gemaakte Latijnse vertaling van een oorspronkelijk Vlaamse tekst; in 1698 in het Duits verschenen, in 1701 in het Engels (Premeditate and Considerate Thoughts) over de eerste hoofdstukken van Genesis. Volgens sommigen is dit een onder de naam van van Helmont uitgegeven werk van Leibniz[18].

- Biblioteca Nacional de España: XX854679
- Bibliothèque nationale de France: cb12137194c (data)
- Biografisch Portaal: 85585834
- Catàleg d'autoritats de noms i títols de Catalunya: 981058528631706706
- Digitale Bibliotheek voor de Nederlandse Letteren: helm008
- Gemeinsame Normdatei: 119079607
- International Standard Name Identifier: 0000 0001 1034 4761
- Library of Congress Control Number: n84806454
- Nationale Bibliotheek van Tsjechië: nlk20010102446
- Nationale Bibliotheek van Israël: 987007498753405171
- Nederlandse Thesaurus van Auteursnamen: 069858810
- Istituto Centrale per il Catalogo Unico: SBLV237285
- LIBRIS: 313058
- SNAC: w6836k7s
- Système universitaire de documentation: 029827574
- Virtual International Authority File: 46244
- WorldCat: E39PBJbWyGpDPFY77vTjGcKw4q